# ثيو فولي
ثيو فولي (بالإنجليزية: Theo Foley)‏ (2 أبريل 1937 - 26 يونيو 2020) هو مدرب كرة قدم ولاعب كرة قدم أيرلندي في مركز الدفاع. لعب مع تشارلتون أثلتيك ونادي بيرنلي ونادي نورثامبتون تاون.

## مسيرته الكروية
لعب ثيو فولي خلال مسيرته الاحترافية مع 3 أندية في ثلاثة عشر موسمًا وسجل خلالها 9 أهداف ضمن 365 مباراة. ولم يفز بأي موسم بالكأس أو بالدوري.
خاض ثيو فولي مسيرته مع نادي إكزتر سيتي في موسم 1955–56 ليلعب معه ستة مواسم، مشاركًا في 154 مباراة سجل خلالها هدفًا واحدًا. ثم انتقل إلى نادي نورثامبتون تاون في موسم 1961–62 ليلعب معه ستة مواسم، حيث شارك في 205 مباراة سجل خلالها 8 أهداف. لينتقل بعدها إلى نادي تشارلتون أثلتيك في موسم 1967–68 لمدة موسم واحد، مشاركًا في 6 مباريات ولم يسجل أي هدف.

## وصلات خارجية
- ثيو فولي على موقع قاعدة بيانات كرة القدم.إي يو (الإنجليزية)
- ثيو فولي على موقع ناشيونال فوتبول تيمز (الإنجليزية)